# Maubert – Mutualité (Métro Paris)

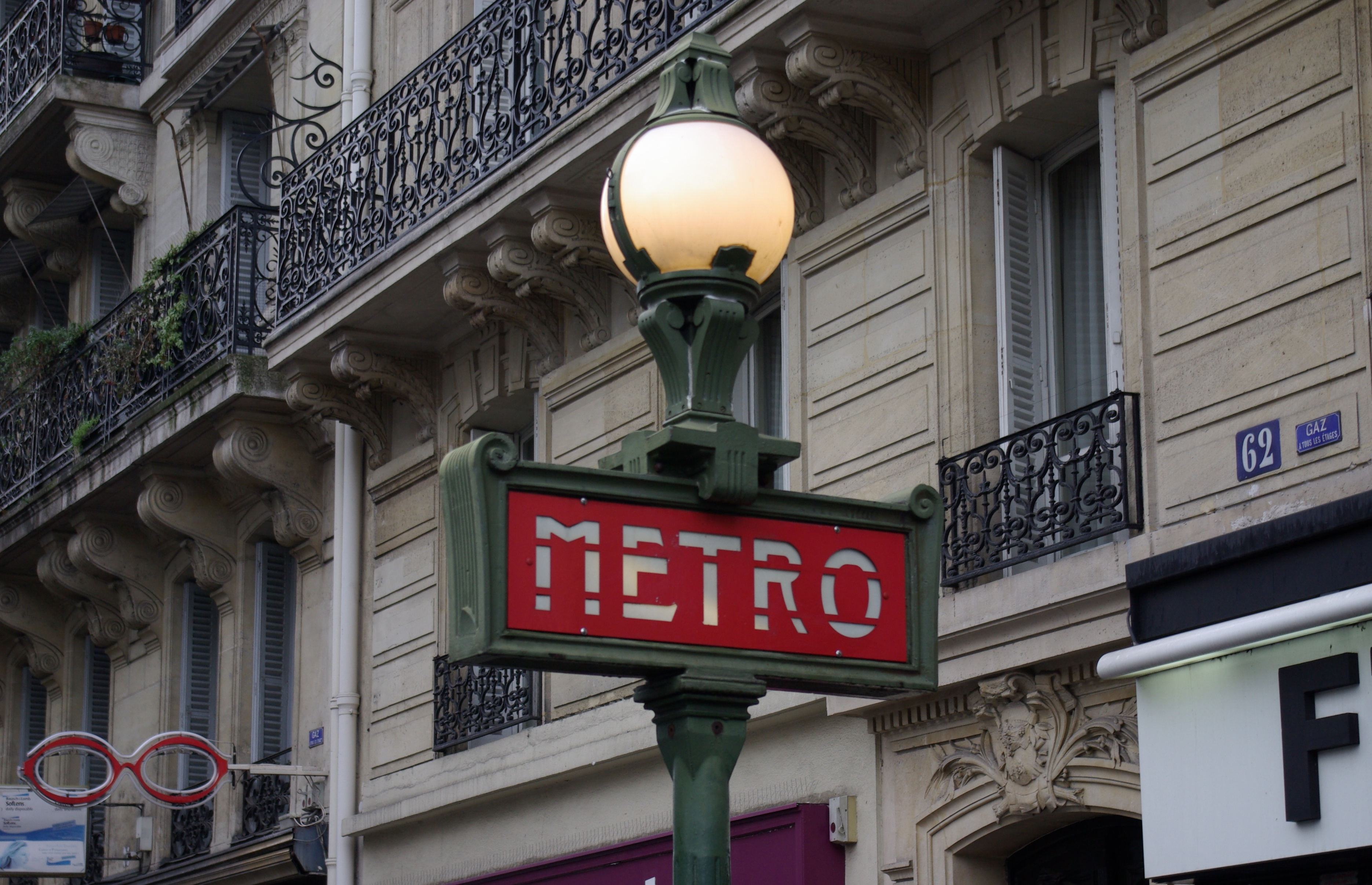
Art-déco-Kandelaber an einem der Zugänge

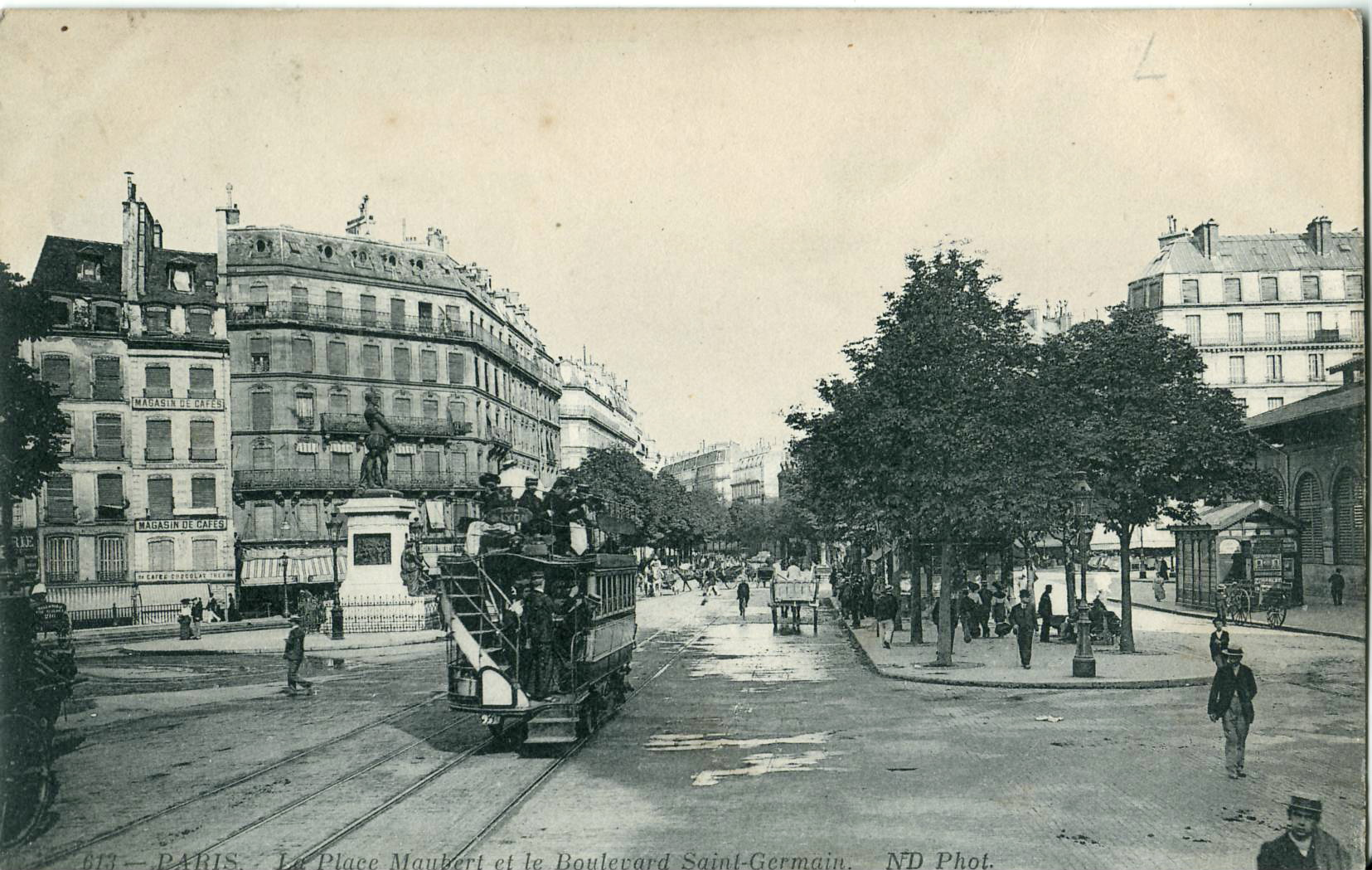
Place Maubert vor dem Bau der Métro

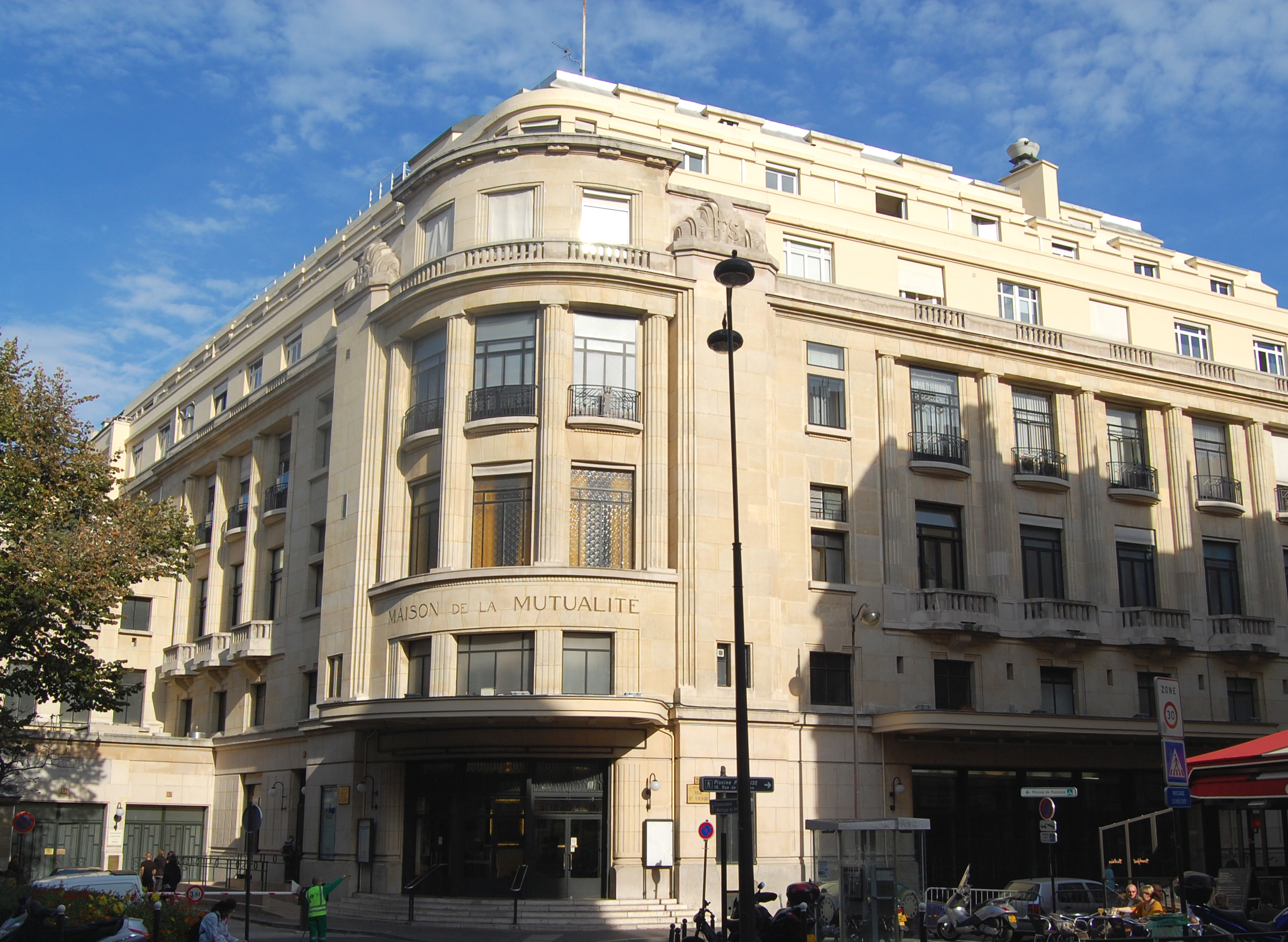
Maison de la Mutualité

Maubert – Mutualité [mobɛʁ mytɥalite] ist eine unterirdische Station der Pariser Métro. Sie wird von der Métrolinie 10 bedient.

## Lage
Die Station befindet sich im Quartier Saint-Victor des 5. Arrondissements von Paris. Sie liegt längs unter dem Boulevard Saint-Germain westlich der Place Maubert.

## Name
Namengebend sind die Place Maubert und das nahe Mehrzweck-Saalgebäude Maison de la Mutualité. Letzteres wurde 1930 mit einer Fassade im Stil des Art déco gebaut und 1931 als Theater eröffnet.
Maubert (1193–1280) war Bischof von Regensburg, er wurde 1637 heiliggesprochen. Die Place Maubert war vom 15. Jahrhundert bis 1772 Schauplatz zahlreicher Exekutionen, in der ersten Hälfte des 16. Jahrhunderts wurden dort u. a. Protestanten auf dem Scheiterhaufen verbrannt.

## Geschichte und Beschreibung
Am 15. Februar 1930 wurde die Station mit der Eröffnung der südöstlichen Erweiterung der Linie 10 in Betrieb genommen, die damals von der Station Odéon über Place Monge bis Place d’Italie verlängert wurde. Deren Abschnitt von Place Monge nach Place d’Italie (ab 7. März 1930 bis Porte de Choisy) wird seit dem 26. April 1931 von der Linie 7 befahren.
Die Station weist unter einem elliptischen, gefliesten Deckengewölbe Seitenbahnsteige an zwei parallelen Streckengleisen auf. Wie bei allen Stationen der Linie 10 (mit einer Ausnahme) haben ihre Bahnsteige die ursprüngliche Pariser Standardlänge von 75 m.
Zwei Zugänge liegen beiderseits der in den Boulevard Saint-Germain mündenden Rue des Carmes, ein dritter Zugang deren Einmündung gegenüber. Alle Zugänge tragen beleuchtete Stationsschilder mit Netzplänen und sind durch von Adolphe Dervaux im Stil des Art déco entworfene Kandelaber mit dem Schriftzug METRO markiert.
Östlich der Station zweigt in einer Kurve mittig zwischen den Streckengleisen eine zweigleisige Betriebsstrecke aus, die anschließend das südliche Streckengleis unterfährt. Diese Strecke führt zur Station Place Monge, wohin (und darüber hinaus) die Linie 10 vom 15. Januar 1930 an führte. Am 26. April 1931 wurde die Linienführung geändert, seitdem verläuft die Linie über die äußeren Gleise nach Cardinal Lemoine.
Westlich der Station zweigt vom südlichen Streckengleis ein Betriebsgleis aus, das zwischen den Streckengleisen zur – und durch die – Station Cluny – La Sorbonne und weiter zur Linie 4 führt.

## Fahrzeuge
Auf der Linie 10 verkehren konventionelle Züge der Baureihe MF 67. Zwischen 1975 und 1994 liefen Züge der Baureihe MA, davor solche der Bauart Sprague-Thomson.